# Wilhelm Zagórski
Wilhelm Zagórski (ur. 3 stycznia?/15 stycznia 1892 w Krawczynie, zm. 3 grudnia 1925 w Rajczy) – podpułkownik piechoty Wojska Polskiego, kawaler Orderu Virtuti Militari.

## Życiorys
Wilhelm Zagórski urodził się 15 stycznia 1892 roku w majątku Krawczyno, w ówczesnej guberni witebskiej. W 1911 roku, po ukończeniu szkoły oficerskiej w Odessie, rozpoczął zawodową służbę w Armii Imperium Rosyjskiego. W 1917 roku wstąpił do I Korpusu Polskiego w Rosji.
Od stycznia 1919 roku był szefem sztabu Oddziału Samoobrony rotmistrza, a później majora Władysława Dąbrowskiego, który 6 czerwca 1919 roku przekształcił się w Lidzki Pułk Strzelców. 23 lipca 1919 roku, po śmierci kapitana Piotra Mienickiego, objął dowództwo I batalionu. Trzykrotnie pełnił obowiązki dowódcy tego pułku, a mianowicie od 6 do 21 czerwca i od 5 września do 11 listopada 1919 roku oraz od 18 października 1920 roku do 12 stycznia 1922 roku 21 października 1920 roku dowodzony przez niego „pułk” przybył z Modlina do Wilna, gdzie wszedł w skład Wojska Litwy Środkowej. Do 21 listopada tego roku walczył z Litwinami.
10 lipca 1922 roku został zatwierdzony na stanowisku pełniącego obowiązki zastępcy dowódcy pułku, który w październiku tego roku został przemianowany na 76 Lidzki pułk piechoty i przeniesiony do Grodna. 3 maja 1922 roku został zweryfikowany w stopniu majora ze starszeństwem z dniem 1 czerwca 1919 roku i 164. lokatą w korpusie oficerów piechoty. 31 marca 1924 roku awansował na podpułkownika ze starszeństwem z dniem 1 lipca 1923 roku i 22. lokatą w korpusie oficerów piechoty. Po awansie został zatwierdzony na stanowisku zastępcy dowódcy 76 Lidzkiego pułku piechoty.
Zmarł 3 grudnia 1925 roku, po długiej i ciężkiej chorobie, w sanatorium Rajczy. Jego grób znajduje się na cmentarzu wojskowym w Grodnie.

## Ordery i odznaczenia
- Krzyż Srebrny Orderu Wojskowego Virtuti Militari (1922)[14]
- Krzyż Walecznych – czterokrotnie
- Krzyż Zasługi Wojsk Litwy Środkowej[15]
- Medal Międzysojuszniczy „Médaille Interalliée”